# گمینا اویژنگ
گمینا اویژنگ (به لهستانی:  Gmina Ojrzeń) یک گمینا در لهستان است که در شهرستان چیخانوف واقع شده است. گمینا اویژنگ ۱۲۳٫۱۱ کیلومتر مربع مساحت و ۴٬۳۸۴ نفر جمعیت دارد.